# Sincina
Sincina est une localité et une commune rurale du Mali de l'arrondissement central de Koutiala, dans le cercle de Koutiala et la région de Koutiala.

## Villages
La commune s'étend sur 7 localités relevées lors du recensement général de 2009. 
Les villages les plus peuplés sont :
- Sincina (9 662 habitants)
- Nampossela (2 443 habitants)
- Kaniko (2 210 habitants)

En 2023, la loi 2023-007 attribue à la commune 7 villages, fractions ou quartiers  :
- Sincina
- Bania
- Nampossela
- N'Goukan
- Kaniko
- Try 1
- Try 2